# British Empire Trophy 1948
De British Empire Trophy 1948 was een autorace die werd gehouden op 25 mei 1948 op het circuit van Douglas op het eiland Man.

## Uitslag
| Positie | Rijder            | Team        | Ronden | Tijd/Opgave     |
| ------- | ----------------- | ----------- | ------ | --------------- |
| 1       | Geoffrey Ansell   | ERA         | 36     | 2:03:45         |
| 2       | David Hampshire   | Delage      | 36     | +43             |
| 3       | Leslie Brooke     | ERA         | 36     | +1:24           |
| 4       | Reg Parnell       | Maserati    | 35     | +1 ronde        |
| 5       | Cuth Harrison     | ERA         | 35     | +1 ronde        |
| 6       | Leslie Johnson    | ERA         | 34     | +2 ronde        |
| 7       | Guy Jason-Henry   | Delahaye    | 32     | +4 ronden       |
| 8       | Michael Chorlton  | Bugatti     | 30     | +6 ronden       |
| 9       | Anthony Baring    | Maserati    | 24     | +12 ronden      |
| NF      | Bob Ansell        | Maserati    | 28     | Remmen          |
| NF      | John Bolster      | ERA         | 25     | As              |
| NF      | David Hamilton    | Maserati    | 22     | Motor           |
| NF      | Paul Emery        | Emeryson    | 12     | Transmissie     |
| NF      | Tony Rolt         | Alfa-Aitken | 12     | Achteras        |
| NF      | Roy Salvadori     | Maserati    | 10     | Ventiel         |
| NF      | Bob Gerard        | ERA         | 9      | Remmen          |
| NF      | Bill Wilkinson    | ERA         | 5      | Motor           |
| NF      | Peter Walker      | ERA         | 4      | Motor           |
| NF      | George Abecassis  | Alta        | 2      | Versnellingsbak |
| NF      | Raymond Mays      | ERA         | 2      | Motor           |
| NF      | Joe Ashmore       | ERA         | 0      | Koppeling       |
| NS      | Mrs S. Darbyshire | ERA         |        |                 |